# 上海联影医疗
上海联影医疗科技股份有限公司（曾称上海联影医疗科技有限公司；上交所：688271，简称：联影医疗）是中華人民共和國一家高端医疗设备研發生產公司，也是中国最大的高端医疗设备研發生產企業，產品涵蓋影像诊断设备、放疗设备等，总部位于上海嘉定。

## 历史
公司成立于2011年3月。上海聯影受到中華人民共和國国资系统的上海联合投资公司和中国科学院入股，是上海市重点扶持发展的生物医疗产业的重点企业。
2012年2月15日，上海市委常委、常務副市長楊雄來到該公司視察。2014年5月24日，中共中央總書記習近平來上海聯影考察，當時上海科技大學校長江綿恒、上海市委書記韩正、上海市市長杨雄陪同考察。此後上海联影声名鹊起，7月江苏省党政代表团和上海市委書記韩正、上海市市長杨雄等先後來上海联影考察。
2017年4月23日，工业和信息化部党组成员，副部长辛国斌來上海聯影考察。同年9月15日，上海联影获得33.33亿元A轮融资，这是當時中国医疗设备行业最大单笔私募融资。
2018年11月，其设计完成的一体化正电子发射断层扫描及磁共振成像系统(PET/MR)在复旦大学附属中山医院正式装机应用。

## 外部連結
- 官方网站